# جنوب‌شکارچی
جنوب‌شکارچی(نام علمی: Australovenator) نام یک گونه از تیره نوشکارچیان است.